# Привілля (Сватівський район)
Привілля — село (до 2013 року — селище) в Україні, у Лозно-Олександрівській селищній громаді Сватівського району Луганської області. Розташоване за 25 км на південний схід від районного центру і за 5 км від залізничної станції Урожайна. Населення становить 967 осіб.

## Історія
Село засноване у 1929 році у зв'язку зі створенням радгоспу «Привілля».

## Населення
- в 1970-х — 810 осіб.
- в 2001—967 осіб.

## Економіка
За радянських часів у селі розташовувалася центральна садиба радгоспу «Привілля». Радгосп мав 11,5 тис. га орної землі. Вирощувалися, переважно, зернові культури. Тваринництво м'ясо-молочного напряму.
ПСП "Агрофірма «Привілля» 11 листопада 2019 р. урочисто відкрила завод з переробки молока. Зі слів директора ПСП "Агрофірма «Привілля» Дмитра Оденчука, ідея з відкриття власного молокозаводу виникла після початку воєнного конфлікту на сході, коли виникли труднощі з продажем виробленого молока місцевим молокозаводам.
Завод побудовано для переробки молока і виготовлення йогуртів, м'яких сирів, ряжанки, кефіру і розрахований переробляти 15 т молока за зміну. На даний момент завод працює на 30 % запланованої потужності та переробляє 5 т молока за зміну, а виробничі потужності обслуговує штат із 6 осіб. Коли підприємство, почне працювати на повну потужність, то штат збільшать до 10 чоловік. У планах власників збільшити виробничої потужності до 20 тонн на добу та власного дійного стада за підтримки місцевої ОТГ.

## Інфраструктура
У Привіллі є середня школа, бібліотека, клуб. Діє дільнична лікарня. Споруджено стадіон, спортивні майданчики. Радгосп видав багатотиражну газету (рос. «Совхозная жизнь»).